# Der Arme und seine Freunde in der Not

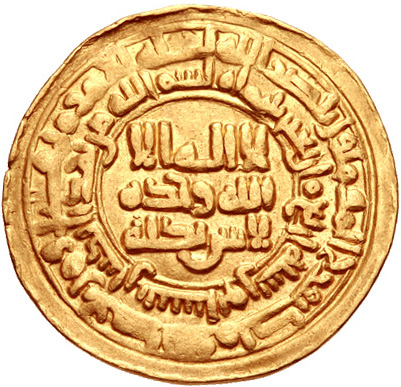
Dinar, geprägt um 955.

Der Arme und seine Freunde in der Not ist eine Erzählung aus den Geschichten aus Tausendundeiner Nacht. In der Arabian Nights Encyclopedia wird sie als ANE 98 gelistet.

## Handlung
Einst lebte ein ehemaliger Juwelier, der sein vieles Geld verloren hatte und mittellos geworden war. Seine Frau riet ihm, sich an seinen Freunde zu wenden, um Hilfe zu erbeten. Der Freund lieh ihm 500 Dinare und der ehemalige Juwelier eröffnete damit auf dem Markt, wo er einen Laden für Ankauf und Verkauf eröffnete. Da kamen drei Männer auf ihn zu und fragten nach seinem Vater, woraufhin der Juwelier erklärte, dass dieser gestorben war. Auf Nachfrage bezeugten die Leute auf dem Markt, dass er tatsächlich dessen Sohn war und daraufhin öffneten die Männer eine Satteltasche, in der sich dreißigtausend Dinare, Juwelen und edle Metalle befanden. Sie erklärten, dass der Vater des Mannes diese ihm zur Obhut gegeben hatte und sie dem Mann nun übergaben.
Nun wollte der Mann seinem Freund das geliehene Geld zurückgeben, doch dieser weigerte sich es anzunehmen und schickte den Mann fort, mit der Anweisung zu Hause ein mitgegebenes Blatt zu lesen. Zuhause tat der Mann wie befohlen und stellte fest, dass sein Vater nicht tot war, sondern am Leben, er die Männer angeheuert hatte und das Gold von ihm war, um seinen Sohn aus der Armut zu befreien.

## Hintergrund
Die Geschichte findet sich Bulaq I-Edition sowie der Kalkutta-II-Edition; auf letztere griffen Richard Francis Burton und Enno Littmann für ihre Übersetzungen zurück.

## Ausgaben
- Richard Francis Burton: Arabian Nights, Burton Club, 1900 (Erstausgabe 1885–1888), Band 4, S. 288f.
- Enno Littmann: Die Erzählungen aus den tausendundein Nächten, Insel Verlag, Frankfurt 1968 (Erstausgabe 1922–1928), Band 3, S. 335f.